# إدو كورتينا
إدو كورتينا (بالإسبانية: Eduardo Cortina García)‏ هو لاعب كرة قدم إسباني، ولد في 25 سبتمبر 1996 في أوفييدو في إسبانيا. لعب مع ريال أوفييدو.

## وصلات خارجية
- إدو كورتينا على موقع قاعدة بيانات كرة القدم.إي يو (الإنجليزية)
- إدو كورتينا على موقع Soccerway.com (الإنجليزية)
- إدو كورتينا على موقع عالم كرة القدم.نت (الإنجليزية)
- إدو كورتينا على موقع GSA (الإنجليزية)